# August von Hayek
August von Hayek (14 de diciembre de 1871, Viena - 11 de junio de 1928, ibíd.) fue un médico y botánico austríaco. Hijo del naturalista Gustav von Hayek, y padre del economista Friedrich August von Hayek. Fue profesor de la Universidad de Viena a partir de 1926.
Intensificó los estudios de la fitogeografía del Imperio austrohúngaro, en especial de los Balcanes.

## Obra
- Prodromus Florae Peninulae Baltanicae, 1924-1933
- Flora der Steiermark, 1908-1944
- Schedae ad Florum stiriacum exsiccatum, 1904-1912
- Die Pflanzendecke Österreich-Ungarns, vol 1, 1916
- Allgemeine Pflanzengeographie, 1926

## Honores

### Eponimia
Especies (15 + 4 + 1 registros)
- (Asteraceae) Tragopogon hayekii (Soó) I.Richardson[1]

- (Brassicaceae) Erysimum hayekii (Jav. & Rech.f.) Polatschek[2]

- (Caryophyllaceae) Silene hayekiana Hand.-Mazz. & Janch.[3]

- (Ranunculaceae) Aconitum hayekianum Gáyer[4]

- (Scrophulariaceae) Rhinanthus hayekii (Degen) Alston & Sandwith[5]
- La abreviatura «Hayek» se emplea para indicar a August von Hayek como autoridad en la descripción y clasificación científica de los vegetales.[6]